# Розстрочка
Рóзстрочка — купівля товарів у кредит, що передбачає оплату як їхньої вартості, так і процентів за кредит частинами.
Вартість товару розбивають на певні частини, і покупець виплачує суму грошей, тотожну такій частині, по настанні визначеного часу, а не всю вартість одразу.
Сьогодні магазини роздрібної торгівлі широко використовують розстрочку у своїх маркетингових ходах, намагаючись таким чином привабити потенційних покупців.
Розстрочка була вперше винайдена та впроваджена у XIX столітті у Великій Британії, з метою дати змогу клієнтам, в яких не вистачає грошей, зробити дорогу покупку, яку покупці в іншому випадку відтермінують або забудуть про неї.